# Karakul (oveja)
Karakul o QaraQul (llamada así por Qorako‘l, una ciudad en la provincia de Bujará, en Uzbekistán) es una raza de ovejas que se originó en Asia Central. Hay evidencias arqueológicas sobre la oveja karakul que datan del 1400 aC.

## Características
Las ovejas karakul son una raza de usos múltiples, ya que por una parte son lecheras, su carne es muy apreciada, se obtiene una piel muy conocida y valiosa y por último, su lana es también muy preciada.

### Pieles Karakul
Muy jóvenes o incluso en estado de feto, los corderos Karakul son apreciados por sus pieles. Las pieles de los recién nacidos se llaman astracán, los corderos recién nacidos tienen un pelo muy rizado y brillante. Las mejores pieles son de los corderos de tres días de edad, de colores oscuros dominantes, negro carbón. Luego de este tiempo el color oscuro se va desvaneciendo y los rizos se van abriendo, hay variedades de grises con tonos azules plateados o brillos dorados, además de marrones rojizos y blanco puro. En algunos países se sacrifica a la madre para extraer el feto, por considerarlos óptimos para la obtención de su piel, en este estado se los llama pieles de breitschwanz (alemán) y karakulcha, las pieles son utilizadas para crear prendas de vestir, como el sombrero de astracán y en la alta costura para hacer abrigos para las mujeres.

## Galería de imágenes

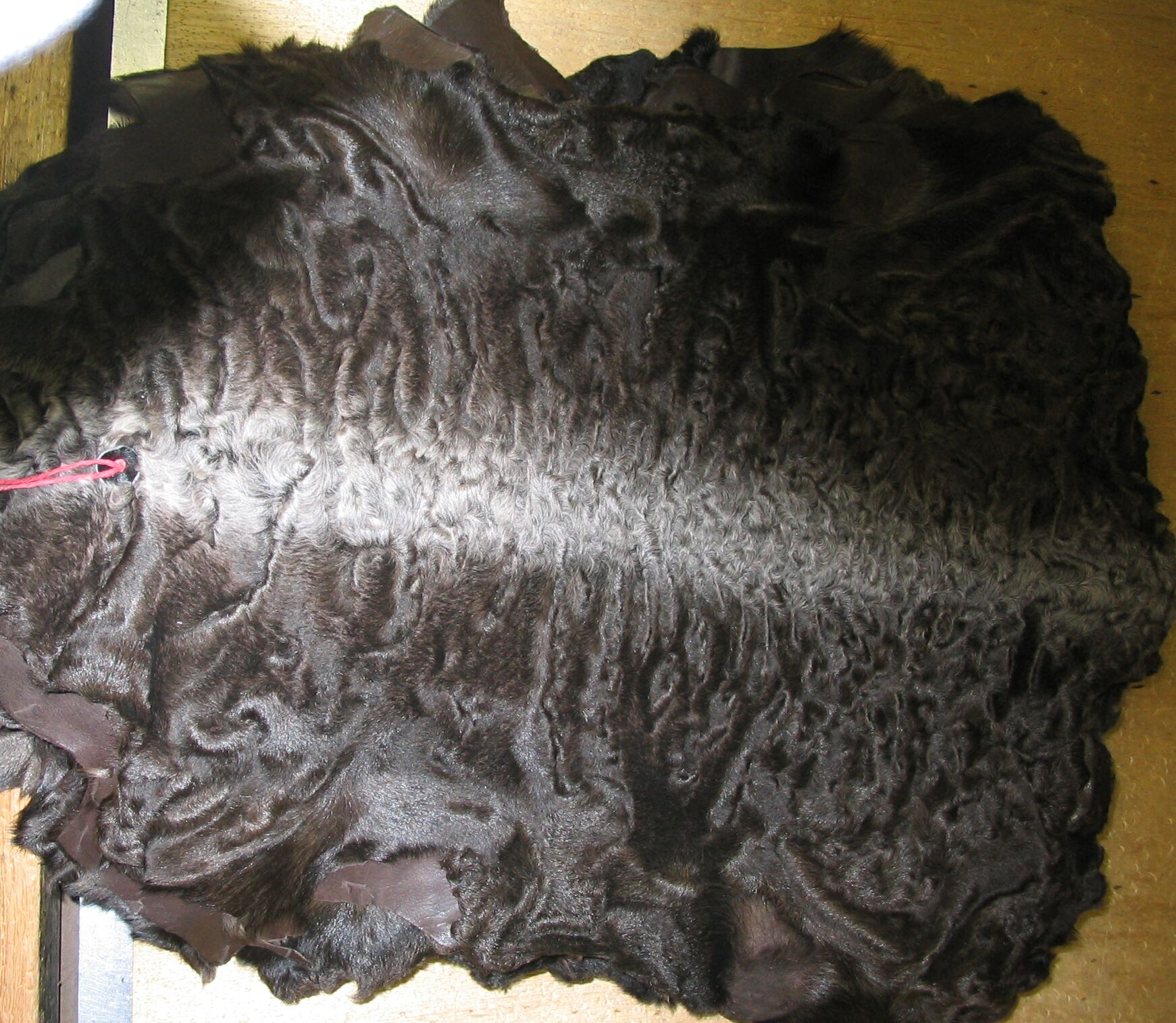
Piel de karakul (astracán)
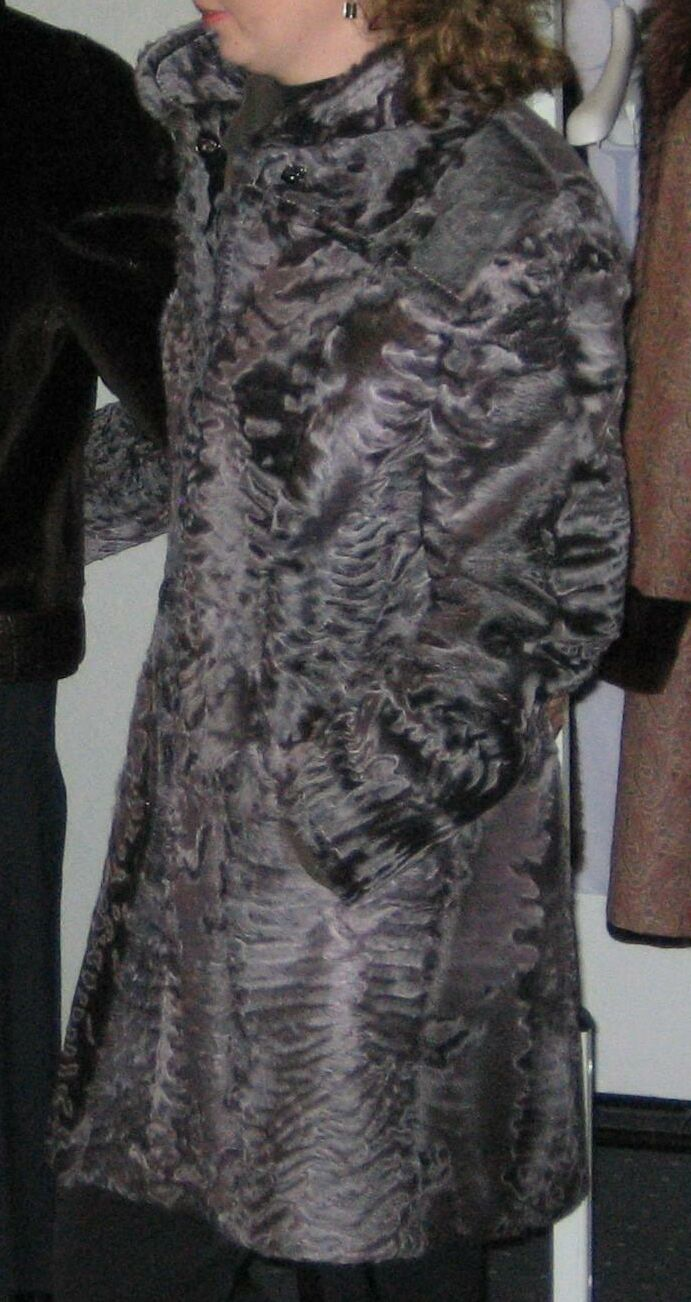
Abrigo de mujer de color gris oscuro, azulado, realizado con pieles de Karakul
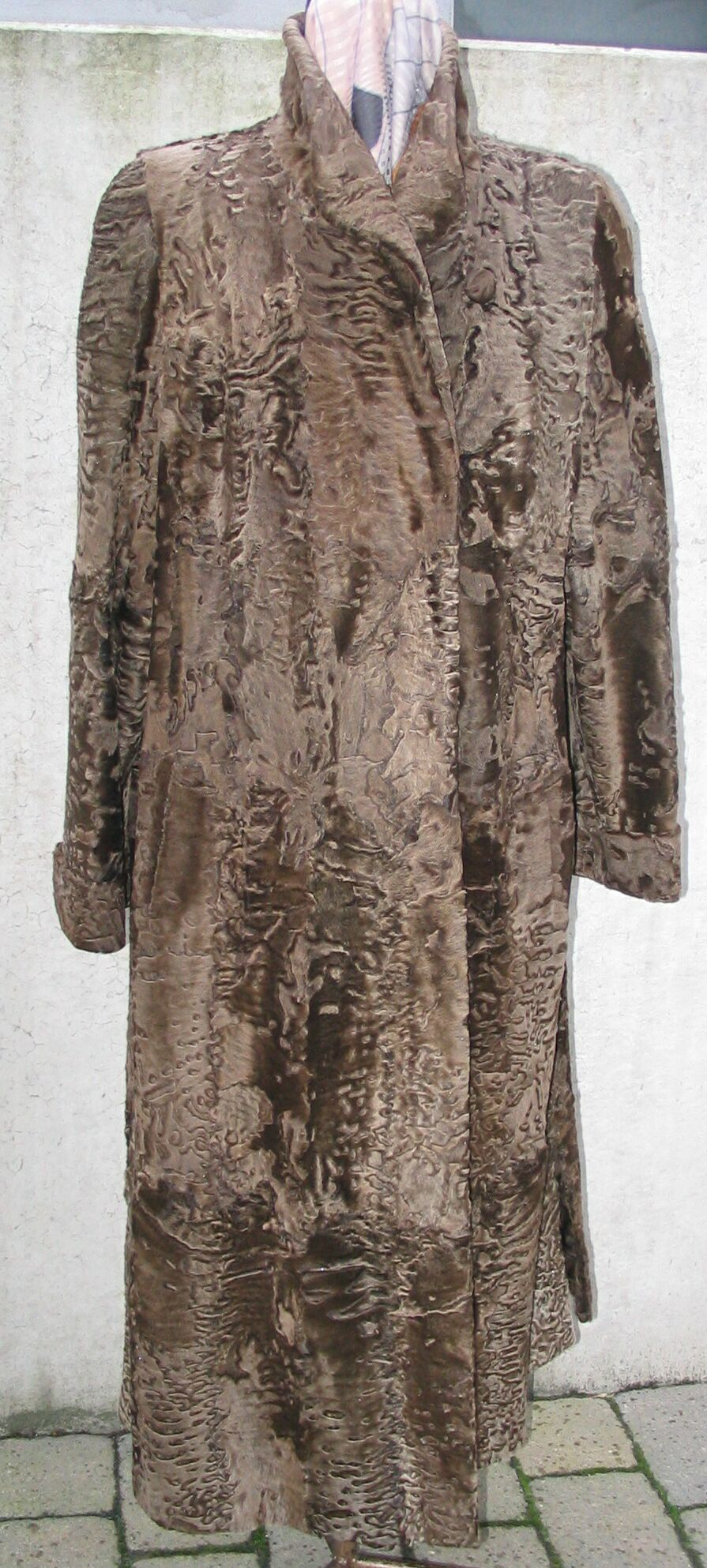
Abrigo de mujer, de tono dorado, realizado con pieles de Karakul (astracán)